# Угроза (фильм, 1961)
«Угроза» (фр. La menace, итал. La amenaza) — французско-итальянский чёрно-белый фильм 1961 года режиссёра Жерара Ури. Сценарий режиссёра, Фредерика Дара и Алена Пуарэ основан на книге Фредерика Дара «Les Mariolles». Главные роли исполнили Робер Оссейн, Мари Жозе Нат и Эльза Мартинелли. Премьера фильма состоялась 1 марта 1961 года во Франции.

## Сюжет
17-летняя Жозефа живёт в доме своего дяди, который держит антикварную лавку, пьёт и предаётся воспоминаниям о своей карьере оперного певца. Жозефа мечтает попасть в «Банду» модов на мопедах и торопится в кино, чтобы застать их там. Её подвозит знакомый аптекарь Савари, который проявляет к девушке излишнее внимание, чем смущает её. Не имея доступа к своему банковскому счёту до 18-летия без разрешения дяди, Жозефа просит в долг денег у аптекаря. Купив мотоцикл, девушка попадает в «Банду».
Однажды утром ребята сообщают ей, что одна девушка из их компании найдена задушенной в лесу. Чтобы произвести впечатление, Жозефа говорит, будто прогуливалась там утром и видела встревоженного аптекаря. Полиция берёт показания «Банды» и арестовывает Савари.
Жена аптекаря Люсиль убеждает Жозефу сообщить в полицию о ложных показаниях, и Савари освобождают. «Банда» насмехается над Жозефой, и в разгар ссоры на своём автомобиле поспевает на выручку Савари. Внезапно на зеркальце в его автомобиле она находит жевательную резинку, похожую на те, что лепила при жизни убитая девушка. Жозефа вновь сообщает в полицию о причастности Савари к преступлению, но её показания воспринимаются несерьёзно.
По пути домой Жозефа вновь встречает Савари и раскаивается в содеянном, испытывая симпатию к обходительному аптекарю. Чтобы обработать рану, полученную девушкой при потасовке с «Бандой», Савари привозит её в аптеку. Здесь он признаётся в любви к Жозефе и пытается задушить. Но преступлению препятствует Люсиль. Полиция арестовывает преступника, а Жозефу отправляют в больницу. Девушка страдает от пережитой истории и проснувшегося глубокого чувства.

## В ролях
- Робер Оссейн — Савари
- Мари Жозе Нат — Жозефа
- Эльза Мартинелли — Люсиль
- Паоло Стоппа — дядя «Кузен»
- Жерар Ури — доктор
- Робер Дальбан — инспектор
- Андре Селье — комиссар
- Алис Саприч — посетительница
- Филипп Кастер — Стефан
- Филипп Форке[фр.] — Патрик
- Мишель Гонсалес — Филипп
- Бернар Мюрат — Жан-Луи